# جيفري آلان باركر
جيفري آلان باركر (بالإنجليزية: Geoffrey Alan Parker)‏ (24 مايو 1944–) عالم حيوان وبروفيسور بريطاني.